# Diego Antonio de Parada
Diego Antonio de Parada Vidaurre (Huete, Cuenca, España, 26 de abril de 1698 - Lima, Perú, 26 de abril de 1779) fue un religioso español que llegó a ser obispo de La Paz (1754-1761) y XV arzobispo de Lima (1762-1779).

## Biografía

### Primeros años
Sus padres fueron Marcos Parada e Isabel Vidaurre. Estudió en la Universidad de Alcalá de Henares y en la Universidad de Salamanca; en esta última se graduó de doctor in utroque, es decir en ambos derechos, el civil y el canónico. Luego fue profesor de las disciplinas correspondientes a ambas especialidades.
Asumió la Canonjía Doctoral en la Iglesia de Astorga, en la que fue provisor y vicario por 16 años. En 1752 fue nombrado obispo de La Paz tomando posesión de su sede en 1754. En esta diócesis hizo una labor memorable. Realizó tres visitas generales. Fundó el Beaterio de Nazarenas en 1755, a fin de que las mujeres vivieran allí en retiro siguiendo estrictamente las normas y contribuyeran a su mantenimiento mediante labores adecuadas a su estado. Y usando su propio peculio contribuyó a la reconstrucción del seminario diocesano.

### Arzobispo de Lima
Fue promovido al arzobispado de Lima por el rey Carlos III y ratificado por el papa Clemente XIII en 1761. Hizo su entrada oficial en Lima el 23 de noviembre de 1762. En su arquidiócesis hizo tres visitas pastorales, aunque solo en la primera lo hizo personalmente, pues los achaques propios de su edad lo obligaron a enviar a sus representantes para que cumplieran el resto de las visitas.
Realizó una importante labor, destacando las siguientes obras:
- Agilizó la tramitación de los documentos remitidos a la autoridad arzobispal.
- Continuó la labor de su antecesor Escandón contra la relajación del clero debido a las falsas vocaciones. Limitó el número de religiosos en cada convento pues estos se habían convertido en refugio de personas que solo buscaban vivir en el ocio. Asimismo, demoró la admisión de postulantes al Seminario de Santo Toribio y la ordenación de los aspirantes a sacerdotes, hasta que superaran las investigaciones más severas y secretas. Este proceder permitió que el número de clérigos, que alcanzaba a 500 a su llegada, pudiese ser reducido, al finalizar su arzobispado, a sólo 260.
- Reconstruyó el Palacio Arzobispal que había sido destruido por el terremoto de 1746.
- Aunque no protestó por la expulsión de los jesuitas en 1767, evitó que en el VI Concilio Limense de 1772 se condenase expresamente las doctrinas jesuíticas.
- Frente a la exigencia del Breve del papa Clemente XIV de reducir el derecho de asilo a uno o dos templos en cada población, escogió para que gozaran de ese privilegio a la Catedral de Lima y la Iglesia de San Marcelo.

### El VI Concilio Provincial Limense
Por orden del rey Carlos III se reunió en 1772 el VI Concilio Provincial Limense, tras 171 años de realizado el V Concilio de 1601. Lo presidió el arzobispo Diego Antonio de Parada, interviniendo en calidad de asistente real José Perfecto de Salas, asesor del virrey Manuel de Amat y Juniet. Éste nombró, además, a dos teólogos, uno de los cuales fue el padre Juan de Marimón, bien conocido por sus letras y virtud. En una de las sesiones se comenzó a tratar de la proscripción de las doctrinas jesuíticas, uno de los principales fines del Concilio, según la intención del mismo rey expresada en la cédula denominada Tomo Regio. El obispo de Concepción de Chile, Pedro Ángel de Espiñeira, se convirtió en el adalid del partido antijesuítico y propugnó la condenación del probabilismo. Por fortuna no todos los asistentes al Concilio eran de este parecer, destacando en ese sentido el obispo de Santiago de Chile, Manuel de Alday, y el obispo del Cuzco, Agustín de Gorrichátegui. Pero uno de los que rebatieron al obispo Espiñeira con más eficacia fue nada menos que el P. Juan de Marimón, lo que bastó para que el virrey Amat perdiese los estribos y escribiera una carta al arzobispo, ordenando apartar a Marimón del Concilio, y otra al Provincial para que lo enviase a una casa distante de Lima. Así se hizo, y Marimón fue desterrado de la ciudad, teniendo que encaminarse a Trujillo. A pesar de todo, no prevaleció el parecer de los enemigos de los jesuitas y el Concilio se abstuvo de condenar un sistema moral aprobado en la Iglesia. 

### Fallecimiento
El arzobispo Parada pasó sus últimos días en el pueblo de Miraflores, en cuyo clima buscó el alivio para sus achaques. Luego de casi 17 años de gobierno, falleció el 26 de abril de 1779, el mismo día en que cumplía 81 años de edad. Su cadáver fue embalsamado y expuesto por tres días, al cabo de los cuales fue inhumado en la cripta de la Catedral de Lima.
| Predecesor: Matías Ibáñez de Segovia   | Obispo de La Paz 1752 – 1762  | Sucesor: Gregorio Francisco de Campos        |
| Predecesor: Diego del Corro y Santiago | Arzobispo de Lima 1762 – 1779 | Sucesor: Juan Domingo González de la Reguera |